# 미야자와 미호
미야자와 미호(일본어: 宮澤美保, 1973년 12월 25일 ~ )는 일본의 배우이다.